# Comuna Mhar, Lubnî
Mhar (în ucraineană Мгар) este o comună în raionul Lubnî, regiunea Poltava, Ucraina, formată din satele Lukî, Mhar (reședința) și Vilșanka.

## Demografie
Componența lingvistică a comunei Mhar
     Ucraineană (96,25%)
     Rusă (3,5%)
     Alte limbi (0,16%)
Conform recensământului din 2001, majoritatea populației comunei Mhar era vorbitoare de ucraineană (96,25%), existând în minoritate și vorbitori de rusă (3,5%).